# Frans Berglöf
Frans Johan Erland Berglöf, född 11 november 1841 i Hälsingtuna socken, död 8 maj 1903 i Varberg, var en svensk jurist och politiker. Han var bror till Elof Berglöf, far till Erland och Lennart Berglöf samt farbror till Anshelm Berglöf.
Berglöf inskrevs vid Uppsala universitet 1862, avlade juridisk preliminärexamen och kameralexamen 1863 samt hovrättsexamen 1866. Han blev extra ordinarie notarie i Svea hovrätt 1866, vice häradshövding 1870 och var borgmästare i Söderhamns stad 1872–1887. Han var förordnad revisionssekreterare i Högsta domstolen 1886 och häradshövding i Årstads, Faurås och Himle domsaga i Hallands län 1887–1903. 
Berglöf var ordförande i styrelsen för Helsinglands Enskilda Bank 1874–1887 och i Hälsinglands städers hypoteksförening 1880–1887. Han blev ledamot av styrelsen för Allmänna hypotekskassan för Sveriges städer 1885. Han var även ledamot av kommittén angående lag för stadsplan och tomtindelning (1884–1885), ledamot av Varbergs stadsfullmäktige 1890–1896 och 1902–1903 samt dess ordförande 1893–1895, landstingsman för Gävleborgs läns landsting 1873–1886, landstingets vice ordförande 1884–1886, landstingsman för Hallands län 1892–1895 samt ledamot av kyrkomötet 1888. 
Berglöf var riksdagsledamot i andra kammaren 1882–1887 för Söderhamns och Hudiksvalls valkrets, höstriksdagen 1887 för Söderhamns valkrets och 1894–1895 för Kungsbacka, Varbergs, Falkenbergs och Laholms valkrets. Han ligger begravd i Söderhamn.